# Bruno Mars/Diskografie
Diese Diskografie ist eine Übersicht über die musikalischen Werke des US-amerikanischen R&B-Sängers, Songwriters und Musikproduzenten Bruno Mars. Den Quellenangaben und Schallplattenauszeichnungen zufolge hat er bisher mehr als 272,6 Millionen Tonträger verkauft, davon alleine in seiner Heimat über 179,8 Millionen. In Deutschland verkaufte er bisher mehr als 7,6 Millionen Tonträger, womit er zu den Musikern mit den meisten Tonträgerverkäufen des Landes zählt. Seine erfolgreichste Veröffentlichung ist die Single Uptown Funk mit über 20,4 Millionen verkauften Einheiten.

## Alben

### Studioalben
| Jahr | Titel Musiklabel                           | Höchstplatzierung, Gesamtwochen, AuszeichnungChartplatzierungen (Jahr, Titel, Musiklabel, Platzierungen, Wochen, Auszeichnungen, Anmerkungen) | Höchstplatzierung, Gesamtwochen, AuszeichnungChartplatzierungen (Jahr, Titel, Musiklabel, Platzierungen, Wochen, Auszeichnungen, Anmerkungen) | Höchstplatzierung, Gesamtwochen, AuszeichnungChartplatzierungen (Jahr, Titel, Musiklabel, Platzierungen, Wochen, Auszeichnungen, Anmerkungen) | Höchstplatzierung, Gesamtwochen, AuszeichnungChartplatzierungen (Jahr, Titel, Musiklabel, Platzierungen, Wochen, Auszeichnungen, Anmerkungen) | Höchstplatzierung, Gesamtwochen, AuszeichnungChartplatzierungen (Jahr, Titel, Musiklabel, Platzierungen, Wochen, Auszeichnungen, Anmerkungen) | Anmerkungen                                                   |
| Jahr | Titel Musiklabel                           | DE | AT | CH | UK | US | Anmerkungen                                                   |
| ---- | ------------------------------------------ | --- | --- | --- | --- | --- | ------------------------------------------------------------- |
| 2010 | Doo-Wops & Hooligans Elektra Records (WMG) | DE1 ×5Fünffachgold · (… Wo.)DE | AT2 ×2Doppelplatin · (169 Wo.)AT | CH1 ×2Doppelplatin · (161 Wo.)CH | UK1 ×7Siebenfachplatin · (320 Wo.)UK | US3 ×7Siebenfachplatin · (… Wo.)US | Erstveröffentlichung: 4. Oktober 2010 Verkäufe: + 12.662.500  |
| 2012 | Unorthodox Jukebox Atlantic Records (WMG)  | DE4 Platin · (43 Wo.)DE | AT4 Gold · (36 Wo.)AT | CH1 Platin · (70 Wo.)CH | UK1 ×4Vierfachplatin · (85 Wo.)UK | US1 ×6Sechsfachplatin · (252 Wo.)US | Erstveröffentlichung: 7. Dezember 2012 Verkäufe: + 9.271.000  |
| 2016 | XXIVK Magic Atlantic Records (WMG)         | DE9 (18 Wo.)DE | AT14 (8 Wo.)AT | CH4 (30 Wo.)CH | UK3 ×2Doppelplatin · (78 Wo.)UK | US2 ×3Dreifachplatin · (198 Wo.)US | Erstveröffentlichung: 17. November 2016 Verkäufe: + 4.713.500 |

### Gemeinschaftsalben
| Jahr | Titel Musiklabel                                  | Höchstplatzierung, Gesamtwochen, AuszeichnungChartplatzierungen (Jahr, Titel, Musiklabel, Platzierungen, Wochen, Auszeichnungen, Anmerkungen) | Höchstplatzierung, Gesamtwochen, AuszeichnungChartplatzierungen (Jahr, Titel, Musiklabel, Platzierungen, Wochen, Auszeichnungen, Anmerkungen) | Höchstplatzierung, Gesamtwochen, AuszeichnungChartplatzierungen (Jahr, Titel, Musiklabel, Platzierungen, Wochen, Auszeichnungen, Anmerkungen) | Höchstplatzierung, Gesamtwochen, AuszeichnungChartplatzierungen (Jahr, Titel, Musiklabel, Platzierungen, Wochen, Auszeichnungen, Anmerkungen) | Höchstplatzierung, Gesamtwochen, AuszeichnungChartplatzierungen (Jahr, Titel, Musiklabel, Platzierungen, Wochen, Auszeichnungen, Anmerkungen) | Anmerkungen                                                                                     |
| Jahr | Titel Musiklabel                                  | DE | AT | CH | UK | US | Anmerkungen                                                                                     |
| ---- | ------------------------------------------------- | --- | --- | --- | --- | --- | ----------------------------------------------------------------------------------------------- |
| 2021 | An Evening with Silk Sonic Atlantic Records (WMG) | DE14 (5 Wo.)DE | AT12 (5 Wo.)AT | CH5 (11 Wo.)CH | UK9 Gold · (9 Wo.)UK | US2 Platin · (37 Wo.)US | Erstveröffentlichung: 11. November 2021 Verkäufe: + 1.325.000; mit Anderson Paak als Silk Sonic |

### EPs
| Jahr | Titel Musiklabel                                          | Höchstplatzierung, Gesamtwochen, AuszeichnungChartplatzierungen (Jahr, Titel, Musiklabel, Platzierungen, Wochen, Auszeichnungen, Anmerkungen) | Höchstplatzierung, Gesamtwochen, AuszeichnungChartplatzierungen (Jahr, Titel, Musiklabel, Platzierungen, Wochen, Auszeichnungen, Anmerkungen) | Höchstplatzierung, Gesamtwochen, AuszeichnungChartplatzierungen (Jahr, Titel, Musiklabel, Platzierungen, Wochen, Auszeichnungen, Anmerkungen) | Höchstplatzierung, Gesamtwochen, AuszeichnungChartplatzierungen (Jahr, Titel, Musiklabel, Platzierungen, Wochen, Auszeichnungen, Anmerkungen) | Höchstplatzierung, Gesamtwochen, AuszeichnungChartplatzierungen (Jahr, Titel, Musiklabel, Platzierungen, Wochen, Auszeichnungen, Anmerkungen) | Anmerkungen                         |
| Jahr | Titel Musiklabel                                          | DE | AT | CH | UK | US | Anmerkungen                         |
| ---- | --------------------------------------------------------- | --- | --- | --- | --- | --- | ----------------------------------- |
| 1990 | Tomorrow’s King Uptown Records (UR)                       | — | — | — | — | — | Erstveröffentlichung: 1990          |
| 2010 | It’s Better If You Don’t Understand Elektra Records (WMG) | — | — | — | UK97 (1 Wo.)UK | US99 (1 Wo.)US | Erstveröffentlichung: 11. März 2010 |

## Singles

### Als Leadmusiker
| Jahr | Titel Album                                                                    | Höchstplatzierung, Gesamtwochen, AuszeichnungChartplatzierungen (Jahr, Titel, Album, Platzierungen, Wochen, Auszeichnungen, Anmerkungen) | Höchstplatzierung, Gesamtwochen, AuszeichnungChartplatzierungen (Jahr, Titel, Album, Platzierungen, Wochen, Auszeichnungen, Anmerkungen) | Höchstplatzierung, Gesamtwochen, AuszeichnungChartplatzierungen (Jahr, Titel, Album, Platzierungen, Wochen, Auszeichnungen, Anmerkungen) | Höchstplatzierung, Gesamtwochen, AuszeichnungChartplatzierungen (Jahr, Titel, Album, Platzierungen, Wochen, Auszeichnungen, Anmerkungen) | Höchstplatzierung, Gesamtwochen, AuszeichnungChartplatzierungen (Jahr, Titel, Album, Platzierungen, Wochen, Auszeichnungen, Anmerkungen) | Anmerkungen                                                                  |
| Jahr | Titel Album                                                                    | DE | AT | CH | UK | US | Anmerkungen                                                                  |
| --- | ------------------------------------------------------------------------------ | --- | --- | --- | --- | --- | ---------------------------------------------------------------------------- |
| 2010 | Just the Way You Are Doo-Wops & Hooligans                                      | DE2 ×5Fünffachgold · (48 Wo.)DE | AT1 Platin · (35 Wo.)AT | CH3 Platin · (40 Wo.)CH | UK1 ×5Fünffachplatin · (66 Wo.)UK | US1 ×3Diamant + Dreifachplatin · (48 Wo.)US                                                                                              | Erstveröffentlichung: 20. Juli 2010 Verkäufe: + 19.266.984                   |
| 2010 | Grenade Doo-Wops & Hooligans                                                   | DE1 ×3Dreifachgold · (54 Wo.)DE | AT2 Platin · (34 Wo.)AT | CH1 ×3Dreifachplatin · (52 Wo.)CH | UK1 ×4Vierfachplatin · (38 Wo.)UK | US1 Diamant · (36 Wo.)US | Erstveröffentlichung: 28. September 2010 Verkäufe: + 14.695.000              |
| 2010 | Marry You Doo-Wops & Hooligans                                                 | DE15 Gold · (20 Wo.)DE | AT4 Gold · (20 Wo.)AT | CH16 Gold · (23 Wo.)CH | UK11 ×2Doppelplatin · (39 Wo.)UK | US85 ×4Vierfachplatin · (9 Wo.)US | Erstveröffentlichung: 4. Oktober 2010 Verkäufe: + 6.395.000                  |
| 2011 | The Lazy Song Doo-Wops & Hooligans                                             | DE9 Gold · (28 Wo.)DE | AT4 Gold · (23 Wo.)AT | CH9 Platin · (28 Wo.)CH | UK1 ×2Doppelplatin · (34 Wo.)UK | US4 ×7Siebenfachplatin · (34 Wo.)US | Erstveröffentlichung: 15. Februar 2011 Verkäufe: + 9.425.333                 |
| 2011 | It Will Rain Breaking Dawn – Biss zum Ende der Nacht, Teil 1 (O.S.T.)          | DE14 Gold · (23 Wo.)DE | AT25 (16 Wo.)AT | CH22 Gold · (16 Wo.)CH | UK14 Platin · (14 Wo.)UK | US3 ×5Fünffachplatin · (29 Wo.)US | Erstveröffentlichung: 27. September 2011 Verkäufe: + 6.445.000               |
| 2011 | Runaway Baby Doo-Wops & Hooligans                                              | — | — | — | UK19 Platin · (11 Wo.)UK | US50 Platin · (1 Wo.)US | Erstveröffentlichung: 31. Oktober 2011 Verkäufe: + 1.645.000                 |
| 2011 | Count on Me Doo-Wops & Hooligans • It’s Better If You Don’t Understand         | DE— GoldDE | AT5 Gold · (14 Wo.)AT | CH55 Gold · (6 Wo.)CH | UK78 Platin · (6 Wo.)UK | US— ×3DreifachplatinUS | Erstveröffentlichung: 7. November 2011 Verkäufe: + 4.125.000                 |
| 2012 | Locked Out of Heaven Unorthodox Jukebox                                        | DE7 ×2Doppelplatin · (34 Wo.)DE | AT5 Gold · (25 Wo.)AT | CH8 Platin · (30 Wo.)CH | UK2 ×4Vierfachplatin · (39 Wo.)UK | US1 Diamant · (36 Wo.)US | Erstveröffentlichung: 1. Oktober 2012 Verkäufe: + 15.322.200                 |
| 2012 | Young Girls Unorthodox Jukebox                                                 | — | — | — | UK83 (1 Wo.)UK | US32 Platin · (14 Wo.)US | Erstveröffentlichung: 6. November 2012 Verkäufe: + 1.082.500                 |
| 2013 | When I Was Your Man Unorthodox Jukebox                                         | DE23 ×3Dreifachgold · (23 Wo.)DE | AT11 (18 Wo.)AT | CH12 Platin · (28 Wo.)CH | UK2 ×4Vierfachplatin · (37 Wo.)UK | US1 Diamant + Platin · (35 Wo.)US | Erstveröffentlichung: 5. April 2013 Verkäufe: + 16.407.900                   |
| 2013 | Treasure Unorthodox Jukebox                                                    | DE17 Gold · (20 Wo.)DE | AT15 (15 Wo.)AT | CH13 Gold · (24 Wo.)CH | UK12 ×2Doppelplatin · (27 Wo.)UK | US5 ×5Fünffachplatin · (23 Wo.)US | Erstveröffentlichung: 4. Juni 2013 Verkäufe: + 7.276.500                     |
| 2013 | Gorilla Unorthodox Jukebox                                                     | — | AT74 (1 Wo.)AT | — | UK62 Silber · (4 Wo.)UK | US22 Platin · (16 Wo.)US | Erstveröffentlichung: 26. August 2013 Verkäufe: + 1.275.000                  |
| 2016 | 24K Magic XXIVK Magic                                                          | DE14 Platin · (21 Wo.)DE | AT22 (18 Wo.)AT | CH9 Gold · (26 Wo.)CH | UK5 ×3Dreifachplatin · (33 Wo.)UK | US4 ×5Fünffachplatin · (41 Wo.)US | Erstveröffentlichung: 7. Oktober 2016 Verkäufe: + 9.178.333                  |
| 2016 | Versace on the Floor XXIVK Magic                                               | — | — | — | UK59 Platin · (10 Wo.)UK | US33 ×2Doppelplatin · (14 Wo.)US | Erstveröffentlichung: 4. November 2016 Verkäufe: + 2.281.666                 |
| 2016 | That’s What I Like XXIVK Magic                                                 | DE51 Gold · (11 Wo.)DE | AT54 (8 Wo.)AT | CH39 (16 Wo.)CH | UK12 ×3Dreifachplatin · (26 Wo.)UK | US1 Diamant · (52 Wo.)US | Erstveröffentlichung: 19. Dezember 2016 Verkäufe: + 14.113.333               |
| 2018 | Finesse (Remix) XXIVK Magic (Deluxe Edition)                                   | DE31 Gold · (12 Wo.)DE | AT30 (8 Wo.)AT | CH29 Gold · (12 Wo.)CH | UK5 ×2Doppelplatin · (19 Wo.)UK | US3 ×4Vierfachplatin · (23 Wo.)US | Erstveröffentlichung: 4. Januar 2018 Verkäufe: + 6.195.000; feat. Cardi B    |
| 2019 | Please Me –                                                                    | DE83 (1 Wo.)DE | — | CH57 (5 Wo.)CH | UK12 Gold · (10 Wo.)UK | US3 ×3Dreifachplatin · (20 Wo.)US | Erstveröffentlichung: 15. Februar 2019 Verkäufe: + 3.980.000; mit Cardi B    |
| 2021 | Leave the Door Open An Evening with Silk Sonic                                 | DE72 (6 Wo.)DE | AT54 (8 Wo.)AT | CH23 (21 Wo.)CH | UK20 Gold · (21 Wo.)UK | US1 ×2Doppelplatin · (39 Wo.)US | Erstveröffentlichung: 5. März 2021 Verkäufe: + 4.018.333; als Silk Sonic     |
| 2021 | Skate An Evening with Silk Sonic                                               | DE— aDE | — | CH74 (1 Wo.)CH | UK45 Silber · (4 Wo.)UK | US14 (8 Wo.)US | Erstveröffentlichung: 30. Juli 2021 Verkäufe: + 280.000; als Silk Sonic      |
| 2021 | Smokin Out the Window An Evening with Silk Sonic                               | DE— bDE | — | CH34 (3 Wo.)CH | UK12 Silber · (11 Wo.)UK | US5 ×2Doppelplatin · (20 Wo.)US | Erstveröffentlichung: 5. November 2021 Verkäufe: + 2.345.000; als Silk Sonic |
| 2022 | Love’s Train An Evening with Silk Sonic (Re-Release)                           | — | — | — | — | — | Erstveröffentlichung: 14. Februar 2022 als Silk Sonic                        |
| 2025 | Fat Juicy & Wet –                                                              | — | — | CH85 (1 Wo.)CH | UK32 (5 Wo.)UK | US17 (7 Wo.)US | Erstveröffentlichung: 24. Januar 2025 mit Sexyy Red                          |
| Folgende Lieder erschienen nicht als Single, wurden aber durch das Album zum Download und Streaming bereitgestellt und konnten somit eine Platzierung erlangen: |                                                                                | | | | | |                                                                              |
| |                                                                                | | | | | |                                                                              |
| 2016 | Chunky XXIVK Magic                                                             | — | — | — | UK79 Silber · (1 Wo.)UK | US— GoldUS | Charteinstieg: 25. November 2016 Verkäufe: + 760.000                         |
| 2021 | Talking to the Moon Doo-Wops & Hooligans • It’s Better If You Don’t Understand | DE— GoldDE | — | CH92 (3 Wo.)CH | — | US— ×2DoppelplatinUS | Charteinstieg: 25. April 2021 Verkäufe: + 2.850.000                          |
| 2021 | Fly as Me An Evening with Silk Sonic                                           | — | — | — | UK49 (1 Wo.)UK | US81 (1 Wo.)US | Charteinstieg: 19. November 2021 als Silk Sonic                              |
| 2021 | Blast Off An Evening with Silk Sonic                                           | — | — | — | — | US73 (1 Wo.)US | Charteinstieg: 27. November 2021 als Silk Sonic                              |
| 2021 | Put on a Smile An Evening with Silk Sonic                                      | — | — | — | — | US78 (1 Wo.)US | Charteinstieg: 27. November 2021 als Silk Sonic                              |

### Als Gastmusiker
| Jahr | Titel Album                                                           | Höchstplatzierung, Gesamtwochen, AuszeichnungChartplatzierungen (Jahr, Titel, Album, Platzierungen, Wochen, Auszeichnungen, Anmerkungen) | Höchstplatzierung, Gesamtwochen, AuszeichnungChartplatzierungen (Jahr, Titel, Album, Platzierungen, Wochen, Auszeichnungen, Anmerkungen) | Höchstplatzierung, Gesamtwochen, AuszeichnungChartplatzierungen (Jahr, Titel, Album, Platzierungen, Wochen, Auszeichnungen, Anmerkungen) | Höchstplatzierung, Gesamtwochen, AuszeichnungChartplatzierungen (Jahr, Titel, Album, Platzierungen, Wochen, Auszeichnungen, Anmerkungen) | Höchstplatzierung, Gesamtwochen, AuszeichnungChartplatzierungen (Jahr, Titel, Album, Platzierungen, Wochen, Auszeichnungen, Anmerkungen) | Anmerkungen                                                                                              |
| Jahr | Titel Album                                                           | DE | AT | CH | UK | US | Anmerkungen                                                                                              |
| ---- | --------------------------------------------------------------------- | --- | --- | --- | --- | --- | --- |
| 2009 | Nothin’ on You B.o.B Presents: The Adventures of Bobby Ray • May 25th | DE22 (12 Wo.)DE | AT28 (14 Wo.)AT | CH28 (18 Wo.)CH | UK1 Platin · (22 Wo.)UK | US1 ×6Sechsfachplatin · (28 Wo.)US | Erstveröffentlichung: 15. Dezember 2009 Verkäufe: + 8.098.455; B.o.B. feat. Bruno Mars                   |
| 2010 | Billionaire Lazarus                                                   | DE16 (20 Wo.)DE | AT11 (15 Wo.)AT | CH14 (18 Wo.)CH | UK3 ×2Doppelplatin · (32 Wo.)UK | US4 ×4Vierfachplatin · (27 Wo.)US | Erstveröffentlichung: 9. März 2010 Verkäufe: + 5.781.827; Travie McCoy feat. Bruno Mars                  |
| 2011 | Lighters Hell: The Sequel                                             | DE26 (12 Wo.)DE | AT41 (14 Wo.)AT | CH10 (25 Wo.)CH | UK10 Gold · (23 Wo.)UK | US4 ×2Doppelplatin · (22 Wo.)US | Erstveröffentlichung: 13. Juni 2011 Verkäufe: + 2.988.900; Bad Meets Evil feat. Bruno Mars               |
| 2011 | Mirror Tha Carter IV                                                  | DE— GoldDE | AT32 (5 Wo.)AT | CH15 (13 Wo.)CH | UK17 Platin · (12 Wo.)UK | US16 ×4Vierfachplatin · (17 Wo.)US | Erstveröffentlichung: 29. August 2011 Verkäufe: + 5.025.000; Lil Wayne feat. Bruno Mars                  |
| 2011 | Young, Wild & Free Mac & Devin Go to High School                      | DE15 ×5Fünffachgold · (25 Wo.)DE | AT17 Gold · (18 Wo.)AT | CH6 Gold · (36 Wo.)CH | UK44 Platin · (7 Wo.)UK | US7 ×6Sechsfachplatin · (32 Wo.)US | Erstveröffentlichung: 11. Oktober 2011 Verkäufe: + 8.569.900 Snoop Dogg & Wiz Khalifa feat. Bruno Mars   |
| 2012 | This Is My Love –                                                     | DE37 (4 Wo.)DE | AT27 (5 Wo.)AT | CH22 (4 Wo.)CH | — | — | Erstveröffentlichung: 19. Oktober 2012 Gold 1 feat. Jaeson Ma & Bruno Mars                               |
| 2013 | Bubble Butt Free the Universe                                         | — | — | — | — | US56 Gold · (9 Wo.)US | Erstveröffentlichung: 23. Mai 2013 Verkäufe: + 500.000 Major Lazer feat. Bruno Mars, Mystic & Tyga       |
| 2014 | Uptown Funk UpTown Special.                                           | DE3 Platin · (56 Wo.)DE | AT6 Gold · (47 Wo.)AT | CH2 (65 Wo.)CH | UK1 ×7Siebenfachplatin · (76 Wo.)UK | US1 Diamant + Platin · (56 Wo.)US | Erstveröffentlichung: 10. November 2014 Verkäufe: + 20.461.000; Mark Ronson feat. Bruno Mars             |
| 2018 | Wake Up in the Sky Evil Genius                                        | — | — | CH95 (1 Wo.)CH | UK65 Silber · (4 Wo.)UK | US11 ×6Sechsfachplatin · (26 Wo.)US | Erstveröffentlichung: 13. September 2018 Verkäufe: + 6.580.000 Gucci Mane feat. Kodak Black & Bruno Mars |
| 2019 | Blow No.6 Collaborations Project                                      | DE93 (2 Wo.)DE | — | — | UK— SilberUK | US60 (2 Wo.)US | Erstveröffentlichung: 5. Juli 2019 Verkäufe: + 280.000 Ed Sheeran feat. Bruno Mars & Chris Stapleton     |
| 2024 | Die with a Smile Mayhem                                               | DE4 Gold · (… Wo.)DE | AT2 Platin · (… Wo.)AT | CH1 Platin · (… Wo.)CH | UK2 ×2Doppelplatin · (… Wo.)UK | US1 (… Wo.)US | Erstveröffentlichung: 16. August 2024 Verkäufe: + 4.483.333; Lady Gaga feat. Bruno Mars                  |
| 2024 | Apt. Rosie                                                            | DE1 Gold · (… Wo.)DE | AT1 Platin · (… Wo.)AT | CH1 ×2Doppelplatin · (… Wo.)CH | UK2 ×2Doppelplatin · (… Wo.)UK | US3 Platin · (… Wo.)US | Erstveröffentlichung: 18. Oktober 2024 Verkäufe: + 4.898.333; Rosé feat. Bruno Mars                      |

## Musikvideos
| Jahr | Titel                 | Regie                                                        |
| ---- | --------------------- | ------------------------------------------------------------ |
| 2010 | Nothin’ on You        | Ethan Lader                                                  |
| 2010 | Billionaire           | Mark Staubach                                                |
| 2010 | The Other Side        | Nick Bilardello, Cameron Duddy                               |
| 2010 | Just the Way You Are  | Ethan Lader                                                  |
| 2010 | Grenade               | Nabil Elderkin                                               |
| 2011 | Liquor Store Blues    | Jake Summer                                                  |
| 2011 | The Lazy Song         | Cameron Duddy, Bruno Mars (Original) Nez (Alternate Version) |
| 2011 | Lighters              | Rich Lee                                                     |
| 2011 | Young, Wild & Free    | Dylan Brown                                                  |
| 2011 | It Will Rain          | Bruno Mars, Phil Pinto                                       |
| 2012 | Mirror                | Antoine Fuqua                                                |
| 2012 | Whatta Man            | Ryan Perez                                                   |
| 2012 | Locked Out of Heaven  | Cameron Duddy, Bruno Mars                                    |
| 2012 | This Is My Love       | Claudio Zagarini, Michel Zeynali                             |
| 2013 | When I Was Your Man   | Cameron Duddy, Bruno Mars                                    |
| 2013 | Treasure              | Cameron Duddy, Bruno Mars                                    |
| 2013 | Gorilla               | Cameron Duddy, Bruno Mars                                    |
| 2014 | Uptown Funk           | Cameron Duddy                                                |
| 2016 | 24K Magic             | Cameron Duddy, Bruno Mars                                    |
| 2017 | That’s What I Like    | Jonathan Lia, Bruno Mars                                     |
| 2017 | Versace on the Floor  | Cameron Duddy, Bruno Mars                                    |
| 2018 | Finesse (Remix)       | Florent Déchard, Bruno Mars                                  |
| 2018 | Wake Up in the Sky    | Florent Déchard, Bruno Mars                                  |
| 2019 | Please Me             | Florent Déchard, Bruno Mars                                  |
| 2019 | Blow                  | Bruno Mars                                                   |
| 2021 | Leave the Door Open   | Florent Déchard, Bruno Mars                                  |
| 2021 | Skate                 | Florent Déchard, Bruno Mars, Philippe Tayag                  |
| 2021 | Smokin Out the Window | John Esparza, Bruno Mars                                     |
| 2024 | Die with a Smile      | Bruno Mars, Daniel Ramos                                     |
| 2024 | Apt.                  | Bruno Mars, Daniel Ramos                                     |
| 2025 | Fat Juicy & Wet       | Bruno Mars, Daniel Ramos                                     |

## Autorenbeteiligungen und Produktionen
Bruno Mars als Autor (A) und Produzent (P) in den Charts

| Jahr | Titel Interpretation                                     | Höchstplatzierung, Gesamtwochen, AuszeichnungChartplatzierungen (Jahr, Titel, Interpretation, Platzierungen, Wochen, Auszeichnungen, Anmerkungen) | Höchstplatzierung, Gesamtwochen, AuszeichnungChartplatzierungen (Jahr, Titel, Interpretation, Platzierungen, Wochen, Auszeichnungen, Anmerkungen) | Höchstplatzierung, Gesamtwochen, AuszeichnungChartplatzierungen (Jahr, Titel, Interpretation, Platzierungen, Wochen, Auszeichnungen, Anmerkungen) | Höchstplatzierung, Gesamtwochen, AuszeichnungChartplatzierungen (Jahr, Titel, Interpretation, Platzierungen, Wochen, Auszeichnungen, Anmerkungen) | Höchstplatzierung, Gesamtwochen, AuszeichnungChartplatzierungen (Jahr, Titel, Interpretation, Platzierungen, Wochen, Auszeichnungen, Anmerkungen) | Anmerkungen                                                                           |
| Jahr | Titel Interpretation                                     | DE | AT | CH | UK | US | Anmerkungen                                                                           |
| --- | -------------------------------------------------------- | --- | --- | --- | --- | --- | ------------------------------------------------------------------------------------- |
| 2009 | Right Round A Flo Rida feat. Kesha                       | DE4 Platin · (34 Wo.)DE | AT2 Gold · (42 Wo.)AT | CH2 Platin · (59 Wo.)CH | UK1 Gold · (25 Wo.)UK | US1 ×8Achtfachplatin + Gold (Mastertone) · (26 Wo.)US                                                                                             | Erstveröffentlichung: 27. Januar 2009 Verkäufe: + 10.360.847; Original: Dead or Alive |
| 2009 | Get Sexy A, P Sugababes                                  | DE41 (4 Wo.)DE | AT72 (1 Wo.)AT | — | UK2 (9 Wo.)UK | — | Erstveröffentlichung: 30. August 2009                                                 |
| 2010 | Hot Mess A Cobra Starship                                | — | — | — | — | US64 Gold · (5 Wo.)US | Erstveröffentlichung: 1. Februar 2010 (Promo-Single) Verkäufe: + 500.000              |
| 2010 | Wear My Kiss A Sugababes                                 | — | — | — | UK7 (7 Wo.)UK | — | Erstveröffentlichung: 18. Februar 2010                                                |
| 2010 | Wavin’ Flag A, P K’naan                                  | DE1 ×3Dreifachgold · (28 Wo.)DE | AT1 (24 Wo.)AT | CH1 ×2Doppelplatin · (30 Wo.)CH | UK2 Platin · (14 Wo.)UK | US82 (7 Wo.)US | Erstveröffentlichung: 30. April 2010 Verkäufe: + 1.360.000                            |
| 2010 | Fuck You! A, P auch bekannt als: Forget You! CeeLo Green | DE11 (22 Wo.)DE | AT5 Gold · (17 Wo.)AT | CH13 (18 Wo.)CH | UK1 ×3Dreifachplatin · (43 Wo.)UK | US2 ×5Fünffachplatin · (48 Wo.)US | Erstveröffentlichung: 19. August 2010 Verkäufe: + 9.320.000                           |
| 2010 | Billionaire A Glee Cast                                  | — | — | — | UK48 (2 Wo.)UK | US28 (1 Wo.)US | Erstveröffentlichung: 21. September 2010                                              |
| 2010 | Rocketeer A, P Far East Movement feat. Ryan Tedder       | DE40 (7 Wo.)DE | — | — | UK14 (6 Wo.)UK | US7 (20 Wo.)US | Erstveröffentlichung: 29. Oktober 2010 Verkäufe: + 157.500                            |
| 2010 | Forget You A Glee Cast                                   | — | — | — | UK31 (3 Wo.)UK | US11 (5 Wo.)US | Erstveröffentlichung: 19. November 2010                                               |
| 2010 | Just the Way You Are A Glee Cast                         | — | — | — | UK69 (1 Wo.)UK | US40 (1 Wo.)US | Erstveröffentlichung: 22. November 2010                                               |
| 2010 | Marry You A Glee Cast                                    | — | — | — | UK51 (2 Wo.)UK | US32 (2 Wo.)US | Erstveröffentlichung: 22. November 2010                                               |
| 2010 | Who Dat Girl A Flo Rida feat. Akon                       | — | AT45 (3 Wo.)AT | — | UK64 (3 Wo.)UK | US29 (15 Wo.)US | Erstveröffentlichung: 7. Dezember 2010                                                |
| 2011 | Bow Chicka Wow Wow A, P Mike Posner feat. Lil Wayne      | — | — | — | — | US30 Platin · (16 Wo.)US | Erstveröffentlichung: 7. März 2011 Verkäufe: + 1.000.000                              |
| 2012 | Never Close Our Eyes A Adam Lambert                      | — | AT56 (3 Wo.)AT | — | UK17 (2 Wo.)UK | — | Erstveröffentlichung: 16. April 2012                                                  |
| 2013 | Can We Dance A The Vamps                                 | — | — | — | UK2 Platin · (23 Wo.)UK | — | Erstveröffentlichung: 29. September 2013 Verkäufe: + 670.000                          |
| 2021 | To the Moon A Jnr Choi                                   | DE24 (12 Wo.)DE | AT29 Gold · (10 Wo.)AT | CH17 Gold · (22 Wo.)CH | UK48 Silber · (14 Wo.)UK | US38 Platin · (20 Wo.)US | Erstveröffentlichung: 4. November 2021 Verkäufe: + 1.560.000                          |
| 2022 | Weg von mir A Civo                                       | DE4 Gold · (31 Wo.)DE | AT6 (24 Wo.)AT | CH45 (12 Wo.)CH | — | — | Erstveröffentlichung: 4. Februar 2022 Verkäufe: + 200.000                             |
| Folgende Lieder erschienen nicht als Single, wurden aber durch das Album zum Download und Streaming bereitgestellt und konnten somit eine Platzierung erlangen: |                                                          | | | | | |                                                                                       |
| |                                                          | | | | | |                                                                                       |
| 2013 | Bellas Finals A The Barden Bellas                        | DE92 (2 Wo.)DE | AT62 (2 Wo.)AT | — | — | US85 Gold · (6 Wo.)US | Charteinstieg: 11. Januar 2013 Verkäufe: + 500.000                                    |
| 2016 | All I Ask A, P Adele                                     | — | — | — | UK41 Platin · (1 Wo.)UK | US77 (1 Wo.)US | Charteinstieg: 28. Januar 2016 Verkäufe: + 870.000                                    |

## Promoveröffentlichungen
Promo-Singles

| Jahr | Titel Album                                   | Höchstplatzierung, Gesamtwochen, AuszeichnungChartplatzierungen (Jahr, Titel, Album, Platzierungen, Wochen, Auszeichnungen, Anmerkungen) | Höchstplatzierung, Gesamtwochen, AuszeichnungChartplatzierungen (Jahr, Titel, Album, Platzierungen, Wochen, Auszeichnungen, Anmerkungen) | Höchstplatzierung, Gesamtwochen, AuszeichnungChartplatzierungen (Jahr, Titel, Album, Platzierungen, Wochen, Auszeichnungen, Anmerkungen) | Höchstplatzierung, Gesamtwochen, AuszeichnungChartplatzierungen (Jahr, Titel, Album, Platzierungen, Wochen, Auszeichnungen, Anmerkungen) | Höchstplatzierung, Gesamtwochen, AuszeichnungChartplatzierungen (Jahr, Titel, Album, Platzierungen, Wochen, Auszeichnungen, Anmerkungen) | Anmerkungen                                                                         |
| Jahr | Titel Album                                   | DE | AT | CH | UK | US | Anmerkungen                                                                         |
| ---- | --------------------------------------------- | --- | --- | --- | --- | --- | ----------------------------------------------------------------------------------- |
| 2010 | Long Distance –                               | — | — | — | — | — | Erstveröffentlichung: 2. Mai 2010 Original: Brandy                                  |
| 2010 | Liquor Store Blues Doo-Wops & Hooligans       | — | — | — | — | — | Erstveröffentlichung: 21. September 2010 Verkäufe: + 500.000; feat. Damian Marley   |
| 2011 | Moonshine Unorthodox Jukebox                  | — | — | — | — | — | Erstveröffentlichung: 19. November 2011                                             |
| 2021 | Silk Sonic (Intro) An Evening with Silk Sonic | — | — | — | — | — | Erstveröffentlichung: 4. März 2021 als Silk Sonic                                   |
| 2021 | 777 An Evening with Silk Sonic                | — | — | — | — | — | Erstveröffentlichung: 10. November 2021 als Silk Sonic                              |
| 2022 | After Last Night An Evening with Silk Sonic   | — | — | — | — | US68 (1 Wo.)US | Erstveröffentlichung: 5. Juli 2022 als Silk Sonic feat. Bootsy Collins & Thundercat |

## Sonderveröffentlichungen

### Alben
| Jahr | Titel Musiklabel                                                | Anmerkungen                                               |
| ---- | --------------------------------------------------------------- | --------------------------------------------------------- |
| 2012 | Doo-Wops & Hooligans / Unorthodox Jukebox Elektra Records (WMG) | Erstveröffentlichung: 2012 Teil der „2CD-Originals“-Reihe |

### Lieder
| Jahr | Titel Album                                                           | Anmerkungen                                                                       |
| ---- | --------------------------------------------------------------------- | --------------------------------------------------------------------------------- |
| 2007 | Logic Skin                                                            | Erstveröffentlichung: 11. August 2007 Katie Noonan feat. Bruno Mars               |
| 2009 | 3D Animal                                                             | Erstveröffentlichung: 27. Januar 2009 Far East Movement feat. Bruno Mars          |
| 2010 | Nothin’ on You May 25th • B.o.B Presents: The Adventures of Bobby Ray | Erstveröffentlichung: 2. Februar 2010 B.o.B. feat. Bruno Mars                     |
| 2010 | Billionaire Lazarus                                                   | Erstveröffentlichung: 8. Juni 2010 Travie McCoy feat. Bruno Mars                  |
| 2011 | Lighters Hell: The Sequel                                             | Erstveröffentlichung: 13. Juni 2011 Bad Meets Evil feat. Bruno Mars               |
| 2011 | Mirror Tha Carter IV                                                  | Erstveröffentlichung: 26. August 2011 Lil Wayne feat. Bruno Mars                  |
| 2013 | Bubble Butt Free the Universe                                         | Erstveröffentlichung: 12. April 2013 Major Lazer feat. Bruno Mars, Mystic & Tyga  |
| 2015 | Uptown Funk UpTown Special.                                           | Erstveröffentlichung: 13. Januar 2015 Mark Ronson feat. Bruno Mars                |
| 2018 | Wake Up in the Sky Evil Genius                                        | Erstveröffentlichung: 7. Dezember 2018 Gucci Mane feat. Kodak Black & Bruno Mars  |
| 2019 | Blow No.6 Collaborations Project                                      | Erstveröffentlichung: 12. Juli 2019 Ed Sheeran feat. Bruno Mars & Chris Stapleton |
| 2024 | Apt. Rosie                                                            | Erstveröffentlichung: 6. Dezember 2024 Rosé feat. Bruno Mars                      |
| 2025 | Die with a Smile Mayhem                                               | Erstveröffentlichung: 7. März 2025 Lady Gaga feat. Bruno Mars                     |

| Jahr | Titel Soundtrack                                             | Anmerkungen                                                                      |
| ---- | ------------------------------------------------------------ | -------------------------------------------------------------------------------- |
| 2011 | It Will Rain Breaking Dawn – Biss zum Ende der Nacht, Teil 1 | Erstveröffentlichung: 4. November 2011                                           |
| 2011 | Young, Wild & Free Mac & Devin Go to High School             | Erstveröffentlichung: 9. Dezember 2011 Snoop Dogg & Wiz Khalifa feat. Bruno Mars |
| 2014 | Welcome Back Rio 2 – Dschungelfieber                         | Erstveröffentlichung: 17. März 2014                                              |

### Videoalben
| Jahr | Titel Musiklabel                                          | Anmerkungen                                                                             |
| ---- | --------------------------------------------------------- | --------------------------------------------------------------------------------------- |
| 2010 | Everyone’s Talking About Bruno Mars Elektra Records (WMG) | Erstveröffentlichung: 2010 Teil von Doo-Wops & Hooligans (Boxset)                       |
| 2013 | Unorthodox Jukebox – Musikvideos Atlantic Records (WMG)   | Erstveröffentlichung: 11. September 2013 Teil von Unorthodox Jukebox (Japanese Edition) |
| 2018 | Live at the Apollo Atlantic Records (WMG)                 | Erstveröffentlichung: 29. Juni 2018 Teil von XXIVK Magic (Deluxe-Edition)               |

## Statistik

### Chartauswertung
Die folgenden Statistiken bieten eine Übersicht über die Charterfolge von Bruno Mars in den Album- und Singlecharts. Zu beachten ist, dass bei den Singles nur Interpretationen und keine Autorenbeteiligungen oder Produktionen berücksichtigt wurden.
|                     | DE    | AT    | CH    | UK    | US    |
| ------------------- | ----- | ----- | ----- | ----- | ----- |
| Nummer-eins-Alben   | DE1DE | AT—AT | CH2CH | UK2UK | US1US |
| Top-10-Alben        | DE3DE | AT2AT | CH3CH | UK4UK | US3US |
| Alben in den Charts | DE4DE | AT3AT | CH3CH | UK5UK | US4US |

|                       | DE     | AT     | CH     | UK     | US     |
| --------------------- | ------ | ------ | ------ | ------ | ------ |
| Nummer-eins-Singles   | DE2DE  | AT2AT  | CH3CH  | UK5UK  | US9US  |
| Top-10-Singles        | DE7DE  | AT9AT  | CH10CH | UK13UK | US20US |
| Singles in den Charts | DE20DE | AT21AT | CH24CH | UK27UK | US35US |

### Auszeichnungen für Musikverkäufe
Die Lieder Natalie (Verkäufe: + 7.500), Straight Up & Down (+ 15.000) und The Other Side (+ 500.000) wurden weder als Singles veröffentlicht noch erreichten diese aufgrund von Downloads oder Musikstreaming die Charts. Dennoch wurden die Lieder mit Schallplattenauszeichnungen zertifiziert.
| Land/RegionAuszeichnungen für Musikverkäufe (Land/Region, Auszeichnungen, Verkäufe, Quellen) | Silber     | Gold         | Platin         | Diamant       | Verkäufe    | Quellen                                                   |
| -------------------------------------------------------------------------------------------- | ---------- | ------------ | -------------- | ------------- | ----------- | --------------------------------------------------------- |
| Argentinien (CAPIF)                                                                          | —          | Gold1        | —              | —             | 15.000      | Einzelnachweise                                           |
| Australien (ARIA)                                                                            | —          | 3× Gold3     | 128× Platin128 | —             | 9.065.000   | aria.com.au                                               |
| Belgien (BRMA)                                                                               | —          | 8× Gold8     | 10× Platin10   | —             | 440.000     | ultratop.be                                               |
| Brasilien (PMB)                                                                              | —          | 3× Gold3     | 9× Platin9     | 9× Diamant9   | 1.940.000   | pro-musicabr.org.br                                       |
| Dänemark (IFPI)                                                                              | —          | 13× Gold13   | 58× Platin58   | —             | 3.490.000   | ifpi.dk                                                   |
| Deutschland (BVMI)                                                                           | —          | 18× Gold18   | 15× Platin15   | —             | 7.650.000   | musikindustrie.de                                         |
| Europa (IFPI)                                                                                | —          | —            | 4× Platin4     | —             | (4.000.000) | ifpi.org (Memento vom 1. Januar 2014 im Internet Archive) |
| Finnland (IFPI)                                                                              | —          | Gold1        | —              | —             | 5.552       | ifpi.fi                                                   |
| Frankreich (SNEP)                                                                            | —          | 6× Gold6     | 11× Platin11   | 8× Diamant8   | 5.215.264   | infodisc.fr snepmusique.com                               |
| Griechenland (IFPI)                                                                          | —          | —            | 3× Platin3     | —             | 60.000      | Einzelnachweise                                           |
| Irland (IRMA)                                                                                | —          | —            | 7× Platin7     | —             | 105.000     | irishcharts.ie                                            |
| Italien (FIMI)                                                                               | —          | 5× Gold5     | 33× Platin33   | —             | 1.970.000   | fimi.it                                                   |
| Japan (RIAJ)                                                                                 | —          | 16× Gold16   | 6× Platin6     | —             | 1.400.000   | riaj.or.jp JP2 JP3                                        |
| Kanada (MC)                                                                                  | —          | 3× Gold3     | 89× Platin89   | 3× Diamant3   | 9.600.000   | musiccanada.com                                           |
| Malaysia (RIM)                                                                               | —          | Gold1        | —              | —             | 100.000     | Einzelnachweise                                           |
| Mexiko (AMPROFON)                                                                            | —          | 7× Gold7     | 13× Platin13   | 2× Diamant2   | 1.680.000   | amprofon.com.mx                                           |
| Neuseeland (RMNZ)                                                                            | —          | 5× Gold5     | 128× Platin128 | —             | 3.427.500   | aotearoamusiccharts.co.nz NZ2 NZ3                         |
| Niederlande (NVPI)                                                                           | —          | 3× Gold3     | 2× Platin2     | —             | 155.000     | nvpi.nl                                                   |
| Norwegen (IFPI)                                                                              | —          | Gold1        | 4× Platin4     | —             | 195.000     | ifpi.no                                                   |
| Österreich (IFPI)                                                                            | —          | 10× Gold10   | 6× Platin6     | —             | 297.500     | ifpi.at                                                   |
| Philippinen (PARI)                                                                           | —          | —            | 2× Platin2     | 2× Diamant2   | 330.000     | pari.com.ph                                               |
| Polen (ZPAV)                                                                                 | —          | 3× Gold3     | 11× Platin11   | —             | 835.000     | olis.pl                                                   |
| Portugal (AFP)                                                                               | —          | 7× Gold7     | 37× Platin37   | —             | 415.000     | Einzelnachweise                                           |
| Schweden (IFPI)                                                                              | —          | 3× Gold3     | 10× Platin10   | —             | 460.000     | sverigetopplistan.se                                      |
| Schweiz (IFPI)                                                                               | —          | 8× Gold8     | 16× Platin16   | —             | 580.000     | hitparade.ch                                              |
| Singapur (RIAS)                                                                              | —          | —            | 8× Platin8     | —             | 80.000      | rias.org.sg                                               |
| Spanien (Promusicae)                                                                         | —          | 7× Gold7     | 36× Platin36   | —             | 2.060.000   | elportaldemusica.es ES2                                   |
| Südafrika (RISA)                                                                             | —          | Gold1        | —              | —             | 15.000      | Einzelnachweise                                           |
| Südkorea (KMCA)                                                                              | —          | —            | —              | —             | 1.592.361   | Einzelnachweise                                           |
| Thailand (TECA)                                                                              | —          | Gold1        | Platin1        | —             | 15.000      | Einzelnachweise                                           |
| Ungarn (MAHASZ)                                                                              | —          | Gold1        | Platin1        | —             | 7.000       | slagerlistak.hu                                           |
| Vereinigte Staaten (RIAA)                                                                    | —          | 8× Gold8     | 115× Platin115 | 6× Diamant6   | 179.808.000 | riaa.com                                                  |
| Vereinigtes Königreich (BPI)                                                                 | 8× Silber8 | 2× Gold2     | 72× Platin72   | —             | 41.700.000  | bpi.co.uk                                                 |
| Zentralamerika (CFC)                                                                         | —          | —            | 3× Platin3     | —             | 210.000     | cfc-musica.com                                            |
| Insgesamt                                                                                    | 8× Silber8 | 145× Gold145 | 838× Platin838 | 30× Diamant30 |             |                                                           |